# Ceramius clypeatus
Ceramius clypeatus är en stekelart som beskrevs av Richards 1962. Ceramius clypeatus ingår i släktet Ceramius och familjen Masaridae. Inga underarter finns listade.